# Lordan Zafranović
Lordan Zafranović (Isola di Solta, 11 febbraio 1944) è un regista e sceneggiatore croato.

## Biografia
Dopo avere conseguito la laurea in Letteratura e Belle arti all'ateneo spalatino, nel 1981 prende una seconda laurea, in regia cinematografica, al FAMU di Praga, studiando col regista Otakar Vávra.
Già negli anni sessanta si dedica al cinema, girando una serie di cortometraggi per il Cineclub di Spalato, con cui ottiene dei riconoscimenti anche a livello internazionale. Debutta nel lungometraggio prima di diplomarsi a Praga, nel 1969, con Nedjelja.
Nel 1973 gira Kronika jednog zločina e ottiene il primo premio al Festival Internazionale di Chicago. Del 1975 è la metafora sul mondo del lavoro dal titolo Muke po Mati, mentre nel 1978 esce il film che gli darà notorietà internazionale: Occupazione in ventisei quadri, che ottiene i più importanti premi alla rassegna del cinema jugoslavo che ogni anno si tiene a Pola. È uno dei film più visti in Jugoslavia e Cecoslovacchia nella stagione 1978/79.
Nel 1981 gira Pad Italije, pluripremiato in patria e all'estero (Festival di Valencia, nonché la nomination a Cannes per la Palma d'oro). Ultimo titolo della trilogia sulla lotta di liberazione jugoslava nell'ambito della seconda guerra mondiale è Večernja zvona del 1986, mentre due anni prima firma l'intimista Ujed anđela. Nel 1988 esce Haloa - praznik kurvi. Zafranovic non mancherà di girare anche documentari e serial televisivi.
Dalla fine degli anni ottanta vive e lavora prevalentemente a Praga, dove nel 1995 gira Ma je pomsta e nel 1997 Balkan Island: The Last Story of the Century con Klaus Maria Brandauer, Bekim Fehmiu, Rade Šerbedžija, Olympia Dukakis e Daniel Olbrychski.
Nel 2004 realizza il documentario Simfonija nebeskog grada, sulla megalopoli cinese Shanghai.

## Filmografia parziale
- Nedjelja (1969)
- Kronika jednog zločina (1973)
- Muke po Mati (1975)
- Occupazione in ventisei quadri (Okupacija u 26 slika) (1978)
- Zavicaj - Vladimir Nazor, cortometraggio documentario (1978)
- Osmi kongres SUBNOR-a Jugoslavije (1979)
- Slobodna interpretacija, cortometraggio documentario (1979)
- Pad Italije (1981)
- Zagreb zivi s Titom
- Krv i pepeo Jasenovca - film TV documentario (1983)
- Ujed anđela (1984)
- Mare Adriaticum - Jugoslavija, cortometraggio documentario (1984)
- Večernja zvona - serie TV (1986-1988)
- Haloa - praznik kurvi (1988)
- Zalazak stoljeca - documentario (1994)
- Ma je pomsta (1995)
- Balkan Island: The Last Story of the Century (1997)
- Simfonija nebeskog grada - documentario (2004)
- Tenkrat v raji, co-regia con Dan Krzywon e Peter Palka (2016)